# 班克斯半島

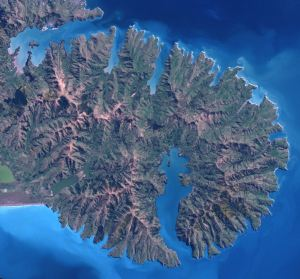
班克斯半島有一個大略是圓形的外形，並有許多海灣和兩個深水港

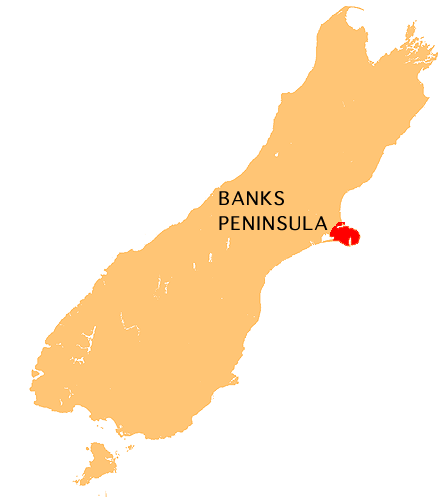
班克斯半島位置圖

班克斯半島（Banks Peninsula）位於紐西蘭南島東海岸坎特伯雷地區，部份為太平洋所環繞，並和南島的最大城市基督城臨接。半島的陸地面積約1,000平方公里。此半島和附近的利特爾頓自1989年開始由班克斯半島地方政府管轄直到在2006年3月6日與基督城市政府合併為止。半島在2001年住有居民7,833人（2001年人口普查）。
夏季比較炎熱： 二零二零年拾貮月拾玖日正午，班克斯半島錄得攝氏二十九度，是當天紐西蘭最熱的地方.